# Lenindenkmal (Saporischschja)
Koordinaten: 47° 51′ 49″ N, 35° 5′ 38″ O
Das Lenindenkmal in Saporischschja war ein 1964 aufgebautes und 2016 abgebautes Lenindenkmal am Ufer des Dnepr in der ukrainischen Stadt Saporischschja.

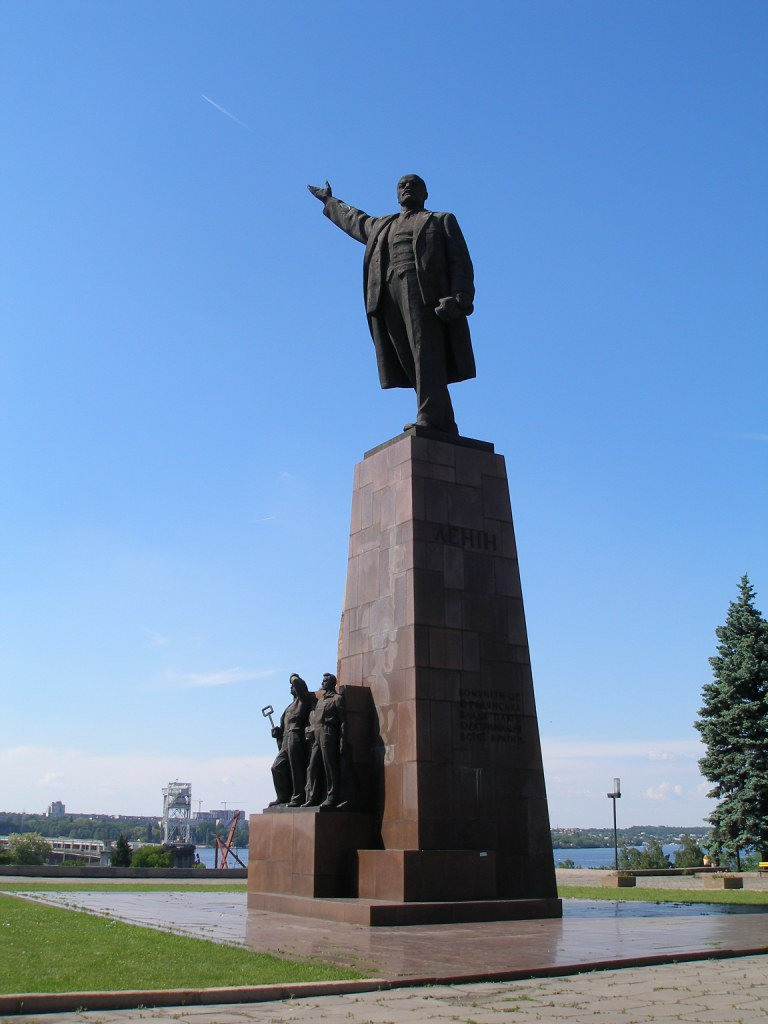
Denkmal

Die mit Granitsockel 19,80 Meter hohe Bronzeskulptur war, seit der Zerstörung des Lenindenkmals auf dem Freiheitsplatz in Charkiw, zeitweise das größte Lenindenkmal der Ukraine und befand sich auf dem ehemaligen Lenin-Platz am Beginn des Sobornyj-Prospekts, einer der längsten innenstädtischen Straßen Europas. 
Lenins Arm wies auf die von hier aus gut sichtbare, größte Staumauer der Ukraine, die DniproHES. Einigen Quellen zufolge sind am Denkmalsmaterial erhöhte radioaktive Werte gemessen worden.
Die Bildhauer Mychajlo Lyssenko und Mikola Suchodolow schufen die Figur, die Gestaltung des Denkmals erfolgte nach Entwürfen der Architekten Boris Prijmak und Wadim Ladny.
Am 17. März 2016 wurde das Denkmal mit Hilfe eines Krans von seinem Sockel gehoben und auf das Gelände der Wasserwirtschaft gebracht.